# Everything Is Made in China
EIMIC (ранее — «Everything is made in China») — российская инди-группа, основанная в 2005 году. Во второй половине нулевых, EIMIC уместили в своей музыке сразу несколько актуальных направлений — шугейз, пост-рок, IDM и эмбиент. В таком стиле были выдержаны первые два альбома группы — их записывали в Англии и Канаде, а группа, никогда не скрывавшая, что хочет двигаться в сторону Европы, ездила по фестивалям вроде EXIT и Opener и многим другим. «...Музыка деликатная, тонкая и трепетная. Мелодии — что шары из хрусталя...», — писала о тогдашних EIMIC «Афиша».
Начиная с альбома «Amber», коллектив изменил свое направление в сторону электронно-танцевальной музыки. Важной стороной всего творчества группы является визуальная составляющая. Практически с момента основания, группа работает в тандеме с художником Ильёй Колесниковым, который является автором обложек выпущенных альбомов.

## История

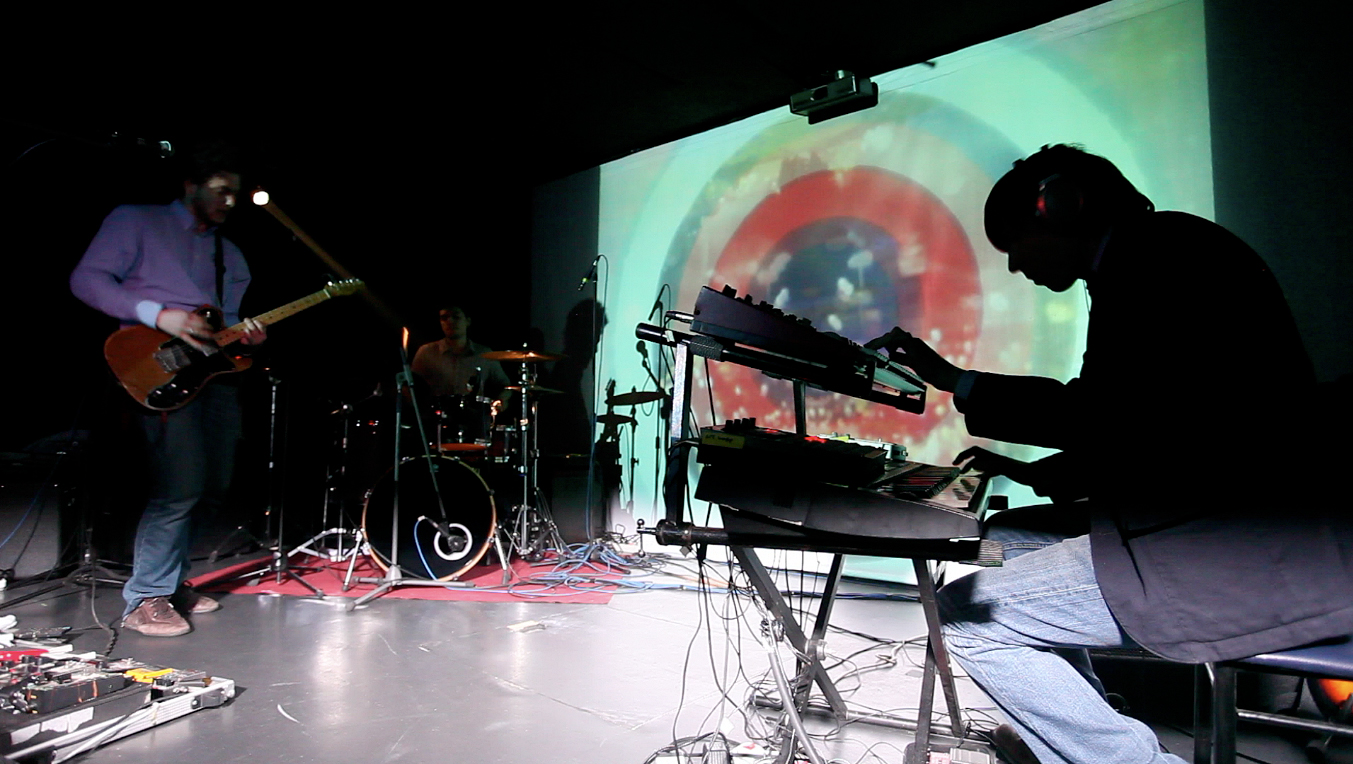
Концерт EIMIC в клубе Шум. Санкт-Петербург. 31 мая 2010 года.

### 2005 — 2011: Начало пути — aльбомы4иAutomatic Movements
Первый студийный альбом под названием 4, записанный после двух лет совместных экспериментов и творческих поисков в Канаде на студии Chemical Sound, вызвал резонанс и в отечественной прессе, и в сообществе, формирующемся вокруг группы.
В течение двух лет со своим дебютным альбомом группа дает многочисленные сольные выступления в России, выступает на разогреве у 65daysofstatic и Red Snapper. EIMIC также приглашают выступить на европейских фестивалях, таких как Open’er Festival (2008) и Ilosaarirock (2009).
В обозревателе журнала Rolling Stone выло написано о группе следующее:
...Everything is made in China — одна из лучших отечественных инди-роковых команд и одно из самых приятных открытий нашей независимой сцены.
В течение лета 2009 года группа работала над записью все на той же студии в Канаде — Chemical Sound, со звукорежиссёрами Dean Marino и Jay Sadlowski. Прежде всего, EIMIC сделали заметный шаг в сторону от пост-рока, в который когда-то их спешили вписать, и новый альбом гораздо больше ориентирован на песни. Не собираясь отказываться от гитар, группа расширила своё звуковое пространство за счет электроники и аналоговых клавишных. Второй альбом, получивший название 'Automatic Movements', был записан спустя два года после релиза первого. В поддержку альбома был выпущен сингл «Automatic» в октябре 2009 года. Сам-же альбом был выпущен в декабре.
...«Automatic Movements» — совсем другое дело; музыка деликатная, тонкая и трепетная… .Весь альбом чрезвычайно последователен в своем строительстве воздушных замков; выдающихся песен на нём, пожалуй, немного, но именно как целое он производит чрезвычайно отрадное впечатление. 
30em
Александр Горбачёв, блог Афиша 

### 2012—2015: Kонтракт со Снегири-Mузыка, aльбомAmberи уход Филиппa Премьякa
В 2012 году группа была подписана лейблом Снегири-музыка, на котором в России будут выходит релизы группы и третий альбом в 2013 году. Первым релизом уже стал сингл «Parade», вышедший в марте. Сам альбом вышел 19 апреля 2013 года под названием Amber, на котором группа изменила звучание в сторону электронной танцевальной музыки. На концертах новый мощнейший электро-рок EIMIC дополнялся видео-артом, и впечатление усиливались во много раз.
В 2014 году Everything Is Made in China выпустили сингл «Through Daybreak Into the Dark» и EP «Through Daybreak Into the Dark Remixes», которые были записаны в новой студии и изданы на лейбле Xuman Records, после чего в 2015 году Филипп Премьяк решил покинуть коллектив по личным причинам. После этого, на некоторое время EIMIC прекратил свою деятельность.

### 2016-н.в.: Дуэт вместо трио. AльбомAquired Taste
В 2016-м году группа в очередной раз прервала молчание и выложила в интернете новый сингл под названием «Animal Fight Club». После этого, начали появляться новости о выходе нового полноформатного альбома — «Аcquired Taste». Состав группы урезался до двух человек — фронтмена Максима Федорова и барабанщика Сергея Говоруна. В звучании и подаче на сцене также многое изменилось. По словам музыкантов, EIMIC входит в новый виток своего развития .
В конце 2018 года коллектив представил на своем официальном YouTube-канале клип на новый сингл — «The Odissey» . В конце сентября 2019 года вышел второй сингл — «Introduction» и тогда-же на страницах официальных аккаунтов дуэта появилась информация о том о работе над новым пятым студийным альбомом.

## Состав

### Текущий состав
- Максим Фёдоров — вокал, гитара, бас-гитара, программирование, клавишные (с 2005 года по н.в.)
- Сергей Говорун — ударные, перкуссия, драм-машина (с 2017 года по н.в.)

### Бывшие участники
- Алексей Зотов — ударные (2005—2010)
- Филипп Премьяк — клавишные, бас-гитара (2005—2015)
- Александр Быков — ударные (2010—2016)

## Дискография

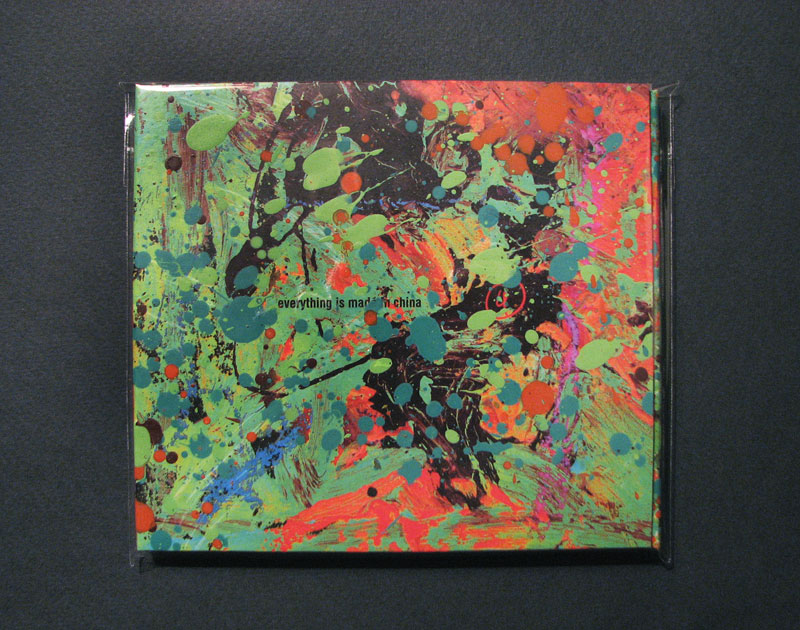
Оформление альбома «4»

### Студийные альбомы
- 4 (2007)
- Automatic Movements (2009)
- Amber (2013)
- Acquired Taste (2017)

### Мини-альбомы
- Everything Is Made in China (2006)
- Through Daybreak Into the Dark Remixes (2014)[2]

### Синглы
- Catch & Carry (2007)
- Automatic (2009)
- Parade (2012)
- Through Daybreak Into the Dark (2014)[2]
- Animal Fight Club (2016)[3]
- The Odyssey (2018)

## Видеография
- Automatic (feat. Aerofall) (2009) режиссёр Илья Колесников
- Sleepwalking (2009) режиссёр Илья Колесников
- Held Back Clapping (2010) режиссёр Илья Колесников
- В Рейс (Кавер-версия песни группы Мумий Тролль) (2011) режиссёр Илья Колесников
- Parade (2012)

### Интервью
- EVERYTHING Is MADE In CHINA: Пост-року конец! — music.com.ua